# Buckau (Schiff)
Anfang der 1920er Jahre ließ Anton Flettner den Dreimastschoner Buckau auf der Germaniawerft Kiel zu seinem Rotorschiff mit „Walzensegeln“ umbauen. Jede der beiden Walzen hatte 2,8 m Durchmesser, eine Höhe von 18,3 m über Deck und wurde durch einen 7,5 kW starken Elektromotor angetrieben. Der Strom wurde über einen 33 kW starken Dieselmotor generiert.
Optimale Antriebsverhältnisse lagen vor, wenn die Umfangsgeschwindigkeit der Walzen etwa der 3,5-fachen Windgeschwindigkeit entsprach und der Wind seitlich einfiel. Achterlicher Wind ist für ein Rotorschiff ungeeignet, da die Kraftrichtung der Walzensegel 90° zur Windrichtung wirkt.
Das Schiff erhielt seinen Namen nach dem Magdeburger Stadtteil Buckau. Es wurde später in Baden-Baden umbenannt, nach Amerika verbracht und erregte bei der Ankunft in New York am 9. Mai 1926 großes Aufsehen. 1931 wurde es in der Karibik von einem Sturm zerstört. Die Flettner-Rotoren waren zu diesem Zeitpunkt jedoch bereits entfernt worden.
Das Experiment war technisch gesehen erfolgreich, war aber als Hauptantrieb besonders für größere Schiffe nicht geeignet. Besonders interessant ist an dieser Antriebsart gegenüber Segeln, dass die auftretenden Kräfte bereits bei 12 m/s Windgeschwindigkeit ein Maximum erreichen, darüber nur noch von der Drehgeschwindigkeit der Zylinder abhängen.

## Weitere Daten
- Fertigstellung: 1920 als Schoner/Oktober 1924 als Rotorschiff[6]
- Schwesterschiffe (allerdings Dreimast-Toppsegelschoner ohne Rotorantrieb): Gaarden, Datteln, Annen

## Weblinks

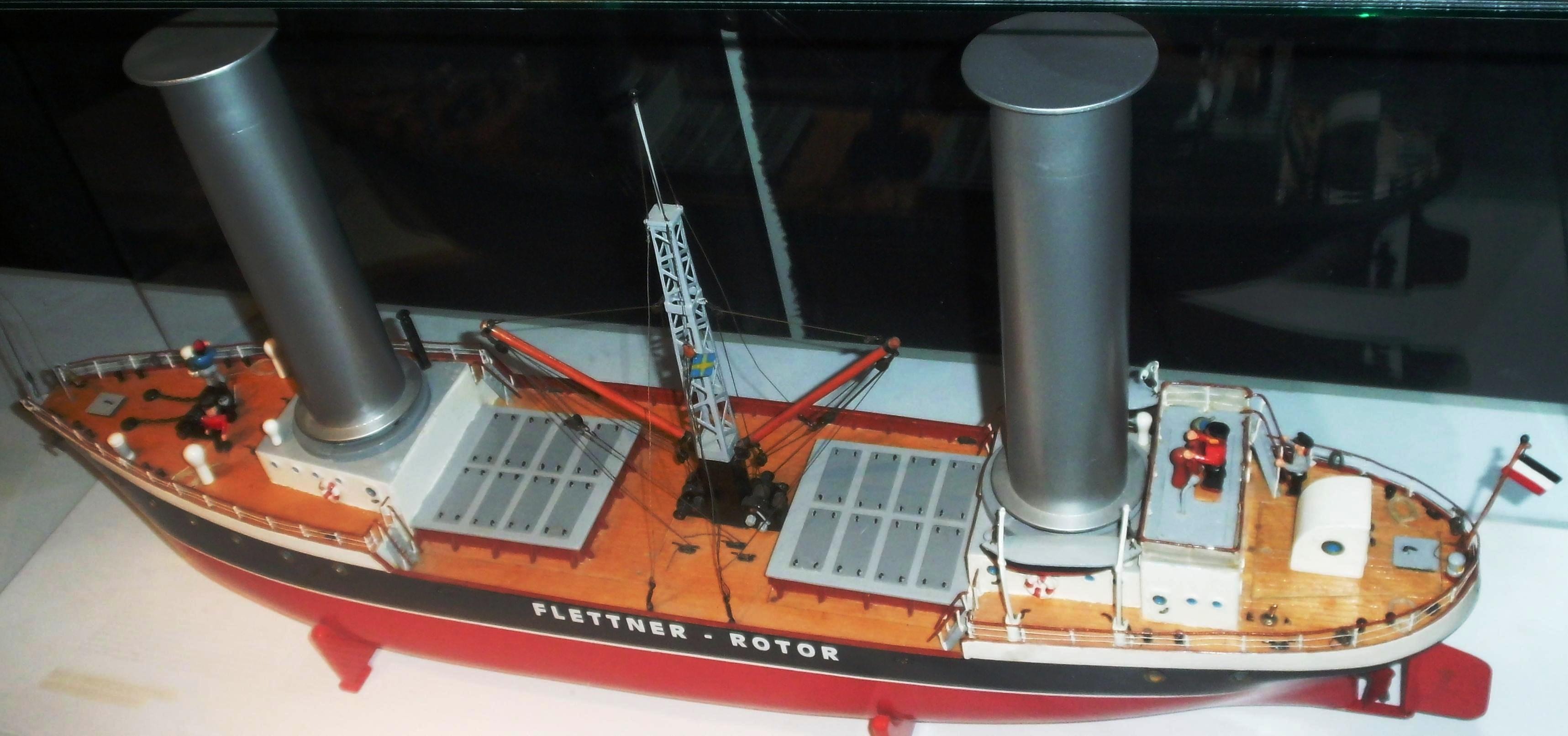
Modell der Buckau